# Nadežda Udal'cova
Nadežda Andreevna Udal'cova (in russo Наде́жда Андре́евна Удальцо́ва?) (Orël, 29 dicembre 1885 – Mosca, 25 gennaio 1961) è stata un'artista sovietica, esponente del cubismo e del suprematismo.

## Biografia
Nadežda Udal'cova nacque ad Orël, in Russia, nel 1885. Quando aveva sei anni la sua famiglia si trasferì a Mosca, dove si laureò e iniziò la sua carriera artistica. Nel 1905 si iscrisse alla scuola d'arte gestita da Konstantin Juon e Ivan Dudin, dove studiò per due anni e conobbe Vera Muchina, Ljubov' Popova e Aleksandr Vesnin. Nella primavera del 1908 si recò in Germania e, al suo ritorno in Russia, fece domanda senza successo per l'ammissione all'Istituto di Pittura, Scultura e Architettura di Mosca. Tra il 1910 e il 1911 studiò in diversi studi privati, tra cui quello di Tatlin. Nel 1912 si recò a Parigi insieme a Popova per proseguire gli studi sotto la guida di Henri Le Fauconnier, Jean Metzinger e André Segonzac all'Académie de La Palette. Tornò a Mosca nel 1913 e lavorò nello studio di Vladimir Tatlin insieme a Popova, Vesnin e altri artisti.
Esordì professionalmente ad una mostra del Fante di Quadri a Mosca nell'inverno del 1914, e l'anno seguente partecipò a tre importanti mostre quali Tram V, la Mostra delle tendenze di sinistra e l'Ultima esposizione futurista: 0,10. I suoi dipinti furono successivamente raccolti ed esibiti negli anni '20 alla Galleria Tret'jakov, al Museo russo e in altri luoghi come esempi di cubo-futurismo.
Sotto l'influenza di Tatlin Udal'cova sperimentò il costruttivismo, ma alla fine abbracciò l'approccio più pittorico del movimento suprematista. Nel 1916 partecipò con altri artisti suprematisti a una mostra del Fante di Quadri, e nello stesso periodo si unì al gruppo Supremus di Kazimir Malevič. Tra il 1915 e il 1916, insieme ad altri artisti suprematisti come Kazimir Malevič, Aleksandra Ekster, Ljubov' Popova, Nina Genke, Ol'ga Rozanova, Ivan Kljun, Ivan Puni e Ksenja Boguslavskaja, lavorò al Centro popolare del villaggio di Verbovka.
Come molti suoi contemporanei all'avanguardia, Udal'cova abbracciò la rivoluzione d'ottobre. Nel 1917 fu eletta nel Club della Federazione dei giovani di sinistra dell'Unione professionale degli artisti e dei pittori e iniziò a lavorare in varie istituzioni culturali statali, tra cui la Proletkult di Mosca. Inoltre collaborò con Aleksej Gan, Aleksej Morgunov, Aleksandr Rodčenko e Malevič a un giornale intitolato Anarchija. Nel 1919 contribuì con undici opere alla Quinta Mostra di Stato. Alla fondazione del Vchutemas, la scuola d'arte e tecnica statale russa, fu nominata docente. Nel 1920 divenne anche membro dell'Istituto per la cultura artistica (InKhuK) e partecipò attivamente alle discussioni sul destino della pittura. Tuttavia, quando l'Istituto approvò il costruttivismo e dichiarò la fine della pittura a cavalletto, si dimise dalla sua adesione per protesta nel 1921.
All'inizio degli anni venti il lavoro di Udal'cova iniziò ad allontanarsi dall'avanguardia radicale per avvicinarsi agli artisti associati al Fante di Quadri, tra cui Ilya Maškov, Petr Končalovskij e Aristarch Lentulov, esponendo i suoi ritratti e paesaggi fauvisti accanto a loro alla Mostra dei dipinti del Vchutemas del 1923 e alla Biennale di Venezia del 1924.
Sotto l'influenza di Drevin, Udal'cova tornò alla natura e iniziò a dipingere paesaggi. Tra il 1926 e il 1934 viaggiarono ampiamente, dipingendo gli Urali e i monti Altaj, nonché paesaggi dell'Armenia e dell'Asia centrale. Dal 1927 al 1935 contribuì a mostre nazionali e internazionali e partecipò con Drevin a mostre congiunte al Museo russo (1928) e ad Erevan (1934).
Tra il 1932 e il 1933 i suoi contributi alla mostra Artisti della RSFSR negli ultimi quindici anni furono criticati pubblicamente per le cosiddette "tendenze formaliste". Nel 1938 Aleksandr Drevin fu arrestato e giustiziato dall'NKVD e Udal'cova divenne una persona non grata nel mondo dell'arte sovietica. Le fu concessa una mostra personale presso l'Unione degli artisti sovietici di Mosca nel 1945, e dopo la morte di Stalin contribuì a una mostra collettiva alla Casa dell'Artista di Mosca nell'ottobre 1958.
Morì nel 1961 a Mosca.